# Constitución de Ecuador de 1851
La Constitución de Ecuador de 1851, denominada oficialmente como Constitución Política de la República del Ecuador fue un importante documento político que estableció el marco legal y las bases institucionales del país durante ese período. Esta Constitución fue promulgada el 15 de agosto de 1851 durante el gobierno de Vicente Ramón Roca Rodríguez y estuvo vigente hasta 1861, cuando fue reemplazada por la Constitución de 1861.